# Rheumaptera rosenbergi
Rheumaptera rosenbergi är en fjärilsart som beskrevs av W. Warren 1900. Rheumaptera rosenbergi ingår i släktet Rheumaptera och familjen mätare. Inga underarter finns listade.